# Banff (Alberta)
Banff je město v kanadské Albertě, ležící ve stejnojmenném národním parku. Leží na Transkanadské dálnici přibližně 126 kilometrů západně od Calgary a 58 kilometrů východně od Lake Louise. Město se nachází v nadmořské výšce 1400 metrů. Žije zde přibližně 8 300 obyvatel. Místo, kde se nachází město Banff, bylo původně osídleno v osmdesátých letech devatenáctého století. Název Banff mu v roce 1884 dal George Stephen (podle svého rodného sídla ve Skotsku).